# المشهد (قناة ومنصة)
المشهد هي قناة تلفزيونية ومنصّة إعلامية خاصَّة، تبثُّ برامج الأخبار والمعلومات والترفيه. يقودها الإعلامي طوني خليفة، يقع مقرها الرئيسي في مدينة دبي للاستوديوهات في دبي و لديها مكتب أيضا في مصر ومراسلون موّزعون في كل أنحاء العالم.

## تاريخ
أطلقت قناة المشهد في 2023 في الشرق الأوسط وشمال إفريقيا كقناة تلفزيونية تناظرية ورقمية عبر منصات متعددة.
في مايو 2023، وصلت صفحة المشهد على مواقع التواصل الاجتماعي إلى 3 مليون متابع وحازت على جائزة أفضل استوديو للعام خلال حفل جوائر "برودكاست برو" في نوفمبر من نفس العام.
خلال شهريْ نوفمبر وديسمبر 2023، دخل مراسل المشهد في غزة، محمد بعلوشة، مستشفى النصر حيث شَهِد مشهدا لجثث متحللة لرُضَّع تم التخلي عنها خلال عمليات الإخلاء. في ديسمبر، استشهد محمد بعلوشة أثناء تغطيته للحرب في شمال غزة.
في عام 2024، حازت المشهد على جائزتين مرموقتين ضمن جوائز "بروماكس" العالمية.
في عام 2025، وصل عدد متابعي المشهد الى أكثر من 20 مليون متابع على كافة منصات التواصل الاجتماعي، وفي شهر مايو من نفس العام فازت المشهد ب41 جائزة ضمن جوائز تيلي العالمية المرموقة.

## نظرة عامة
هي منصة إعلامية إخبارية وترفيهية، تركز على جمهور منطقة الشرق الأوسط وشمال إفريقيا، تشمل برامج المنصّة الأخبار الاجتماعية والسياسية والاقتصادية والرياضية والترفيهية، بالإضافة إلى مجموعة من البرامج الحوارية.

## البرامج[22]
- برنامج استوديو العرب: يغوص البرنامج في القصص الاجتماعية والسياسية والأحداث الآنية في العالم العربي.[23]
- برنامج توتر عالي : يجمع البرنامج صنّاع قرار وأصحاب وجهات نظر في برنامج حواري حول مواضيع جدلية في السياسة والمجتمع.[24]
- برنامج نصيحة : تقدّمه مجدلا خطار، يركز البرنامج على تفاصيل الحياة الأسرية، وذلك بتقديم نصائح عملية وحلول للمشاكل الشائعة التي تواجهها الأسر.
- برنامج المشهد تاغ : يركز البرنامج على أحدث المواضيع الساخنة على مواقع التواصل الاجتماعي.
- برنامج مع ميس: عبارة عن بودكاست اجتماعي، مقدم من طرف الشخصية الإعلامية العراقية ميس محمد، مدربة حياة معتمدة في التحفيز الذاتي.
- برنامج منّا وفينا : هو بودكاست اجتماعي عن الحياة الشخصية للمشاهير، بتقديم هبة حيدري.
- برنامج عندي سؤال : بودكاست يقوم باستكشاف حياة النجوم في العالم العربي، بتقديم محمد قيس.
- برنامج دردشات (دردchat) : برنامجّ ينقل أحدث الترندات و رؤى الخبراء إلى جانب ضيوف مختصين في العديد من المجالات المتنوعة.
- برنامج استراتيجيا : باستعمال خريطة بصرية، البرنامج يشرح مختلف الجوانب التي تشكل الجيوسياسة الحديثة، مقدم من طرف محمد أبو عبيد.
- برنامج اقتصاد الكوكب برو : هو برنامج اقتصادي ، بأسلوب مبسط للأرقام، يشرح مفاهيم اقتصادية بطريقة سهلة للفهم. مقدم من طرف مصطفى الصعيدي.
- برنامج سم في عسل : عبارة عن مراجعة لمواضيع سياسية مثيرة للجدل.
- برنامج الزتونة برو : يقدم البرنامج مراجعات لكتب من مجالات متنوعة بطريقة بسيطة.
- برنامج ملعبنا : بودكاست رياضي يستضيف من خلاله لطفي الزعبي نجوم الرياضة العالميين، حيث يناقشهم بطريقة عفوية و جريئة عن حياتهم المهنية و الشخصية.
- برنامج الدحيح : أحد أشهر البرامج الثقافية والمعرفية العربية، نتعرف من خلاله على شرح لمسائل علمية معقّدة بطريقة مبسطة وأسلوب كوميدي خفيف. يعرض برنامج الدحيح وحلقات الموسم الثالث الجديد 2023 في منصة المشهد.[25][26][27][28]
- برنامج تشويش : ينطلق البرنامج من خرافات أو معتقدات خاطئة في العالم العربي، لشرحها من جانب علمي مع تفنيد التفسيرات التي تدور حولها.
- برنامج أنا الشعب: يستعرض البرنامج هواجس الشعب العربي وظروفه المعيشية في ظل القرارات السياسية والاجتماعية المحيطة به.[29]
- برنامج البداية فكرة : اختراعات شكّلتْ نقطة تحول في تاريخ البشرية.

## مذيعو القناة
- طوني خليفة[30][31]
- معتز عبد الفتاح[32][33]
- زياد نجيم
- محمد قيس[34]
- لطفي الزعبي[35]
- محمد أبو عبيد[36]
- هبة حيدري
- آسيا هشام[37][38]
- مجدلا خطار [39][40]
- أريج خليل[41][42]
- كاترين دياب[43][44]
- رامي الشوشاني[45]
- شاهندا أديب[46]
- مالك علاوي [47]
- خليل جمال[48]
- علاء الدخاخني[49]
- هيا محفوظ [50][51]
- سهى الزبن [52]
- جمانا النونو [53]
- هنا الأطرش
- معاذ تسوفرة [54]
- هديل العلي [55]
- إنصاف الحموتي [56]